# 诺斯沃伊
诺斯沃伊，是匈牙利赫维什州所辖的一个村。总面积18.84平方公里，总人口1824，人口密度96.8人/平方公里（2011年1月1日）。